# Fagui
Fagui es una comuna o municipio del círculo de Kutiala de la región de Sikasso, en Malí. En abril de 2009 tenía una población censada de 10 949 habitantes.
Se encuentra ubicada en el centro-sur del país y al noreste de la región de Sikasso, cerca del río Níger y de la frontera con la región de Segú.